# Nycticebus borneanus
Nycticebus borneanus és una espècie de primat de la família dels lorísids. És endèmic del centre-sud de Borneo (Indonèsia). Anteriorment era considerat una subespècie o un sinònim del loris de Borneo (N. menagensis), però el 2013 fou elevat a la categoria d'espècie després que un estudi d'espècimens de museu i fotografies n'identifiqués marques facials distintives, que contribuïren a diferenciar-lo com a espècie a part.